# Central nuclear Ninh Thuận 1
La Central nuclear Ninh Thuận 1  (en vietnamita: Nhà máy điện hạt nhân Ninh Thuận) es una planta de energía nuclear prevista en Phước Dinh en el distrito Thuận Nam, provincia de Ninh Thuan, Vietnam. Constará de cuatro reactores rusos de agua a presión VVER de 1.200 MWe. La planta será construida por Atomstroyexport, filial de Rosatom. Será propiedad y estará operada por la compañía estatal de electricidad EVN. El Combustible será suministrado por Rosatom, además el combustible utilizado será reprocesado por esta misma entidad . El estudio de viabilidad está a cargo del Grupo E4. Las obras para preparar la obra de construcción se iniciaron en diciembre de 2011. La construcción se inició en 2014 y la primera unidad estará lista en 2020. La construcción es financiada con 8000 millones dólares que vienen de un préstamo de Rusia. La Unidad 2 se encargó para el 2021, la unidad 3 para el 2023 y la unidad 4 para 2024.